# Kalima
Kalima est une cité minière de l'est de la République démocratique du Congo située dans le territoire de Pangi, dans la province du Maniema.

## Géographie
Elle est située sur la route nationale RN32, à 105 km au nord-est du chef-lieu provincial Kindu. Il existe deux aéroports à proximité : l'aéroport de Kamisuku et l'aéroport de Kinkungwa.

## Histoire
La localité est créée en 1933 par la société minière Symétain à proximité des sites d'extraction de cassitérite. Elle obtient le statut de cité en 1987.
En juin 2013, la localité reçoit le statut de ville, divisée en trois communes urbaines : Kamisuku, Luzelukulu, Ulindi. Ce statut n'est pas maintenu lors de la mise en place de la réforme administrative de 2015.

## Administration
Localité de 39 057 électeurs enrôlés pour les élections de 2018, elle a le statut de commune rurale de moins de 80 000 électeurs et compte 7 conseillers municipaux en 2019.

## Population
Le recensement date de 1984,.
| 1984   | 2004   | 2012   |
| ------ | ------ | ------ |
| 27 087 | 41 776 | 48 337 |

## Économie
La localité de Kalima-Kingombe est établie à proximité de deux divisions d'extraction de cassitérite, exploitées à partir de 1934 par la Symétain. Ces activités ont été reprises [Quand ?] par la Sakima (Société Aurifère du Kivu et du Maniema).